# Team Razoon - more than racing
Razoon – More Than Racing ist ein österreichisches Motorsportteam und Eventargentur mit Sitz in der Steiermark. Das 2010 gegründete Unternehmen ist seit 2017 als professionelles Rennteam in internationalen GT-Serien aktiv und setzt Fahrzeuge von KTM, Porsche und BMW ein.

## Geschichte
Das Unternehmen wurde 2010 von  Dominik Olbert als Eventagentur mit Schwerpunkt auf dem KTM X-Bow gegründet. Zu den ursprünglichen Dienstleistungen gehörten Straßen- und Rennstreckenvermietungen, Fahrer-Coachings sowie Firmenevents. Dabei etablierte sich die Partnerschaft mit dem Hauptsponsor Milwaukee D/A/CH.
2017 erfolgte die Gründung der Rennabteilung  mit Stefan Rameseder, der zuvor beim TUG Racing Team der Technischen Universität Graz aktiv war. Das Team startete zunächst im KTM X-Bow Battle und mit dem KTM X-Bow GT4.
Während der COVID-19-Pandemie expandierte das Team durch Sponsoren wie Milwaukee D/A/CH, Brebeck Composite und XAutomotive und baute seinen Fuhrpark um Fahrzeuge wie den KTM X-Bow GTX, KTM X-Bow GT2, Porsche 718 Cayman GT4 RS Clubsport, BMW M4 GT4 und Porsche 911 GT3 R aus. Die Kooperation mit dem TUG Racing Team ermöglicht bis heute Studierenden Praxiserfahrung an Rennfahrzeugen.

## Rennserien und Ergebnisse

### 24H Series
Seit 2024 tritt das Team in der GTX-Klasse mit dem KTM X-Bow GTX an. 2024 gelang ein bemerkenswertes Podium bei den 24h Barcelona trotz Motorwechsels und 58 Runden Rückstand. Weitere Höhepunkte waren Teilnahmen bei den 24h Dubai und 6h Abu Dhabi 2025 mit dem Porsche 911 (992) GT3 Cup.

### GT2 European Series
In der GT2 European Series (Pro-Am) startete das Team 2024 mit dem KTM X-Bow GT2 und erreichte den 3. Platz der Teamwertung mit fünf Podestplätzen. Aufgrund des Aufstiegs von Simon Birch in die GT3 Klasse sind 2025 nur einzelne Einsätze geplant.

### GT4 European Series
Seit 2019 nimmt das Team an der GT4 European Series teil. Ab der Saison 2023 wird mit Fahrzeugen von Porsche und BMW gestartet.

### GTC Race
2023 gewann Leo Pichler die GT4-Klasse beim GTC Race.

### ADAC GT Masters
2025 debütierte das Team in der GT3-Klasse mit dem Porsche 911 GT3 R in Kooperation mit Team 75 Bernhard. Beim Debüt am Lausitzring gelang der Sieg in beiden Rennen durch das Duo Leo Pichler/Simon Birch bei starkem Regen.

### Winter Series
In der GT Winter Series sowie der der GT4 Winter Series nimmt das Team nimm den regulären Meisterschaftsläufen auch an den nicht zu Meisterschaft zählenden sechs Stunden Rennen an 6-Stunden-Rennen in Portimão und Barcelona teil.

## Erfolge (Auswahl)
- Sieger Teamwertung Middle East Trophy (GTX) 2022/23
- GT4-Klassensieg GTC Race 2023 (Leo Pichler)
- 3. Platz Teamwertung GT2 European Series Pro-Am 2024
- GTX-Klassensieg 24h Barcelona 2024
- Sieg ADAC GT Masters Lausitzring 2025 (Pichler/Birch)
- Gesamtsieg 6h Barcelona 2025 (Andersen/Birch für Gedlich Racing)[10]